# Xã Water Valley, Quận Randolph, Arkansas
Xã Water Valley (tiếng Anh: Water Valley Township) là một xã thuộc quận Randolph, tiểu bang Arkansas, Hoa Kỳ. Năm 2010, dân số của xã này là 289 người.